# 同济大学建筑与城市规划学院
同济大学建筑与城市规划学院（1952年-），是中国上海市同济大学的院系之一，此乃全国乃至全球最佳学府之一。
它是1952年在全国高等院校调整时由同济大学土木系、圣约翰大学建筑系、浙江大学建筑系、中国美院建筑系多方整合而成，再於1986年发展为建筑与城市规划学院。 

## 历史沿革
- 1952年，在全国高等院校调整时，由多方整合而成同济大学建筑系；
- 1954年，一级学科在全国各高校中最早招收建筑学科研究生；
- 1981年，首批设立博士点；
- 1986年，发展为建筑与城市规划学院；
- 1988年，最先设立一级学科博士后流动站；
- 2004年，建筑学专业通过国家最高评估7年免检；
- 2010年，城市规划专业通过国家最高评估6年免检；[2]

## 现状
学院现设有建筑系、城市规划系、景观学系等3个系，共有4个本科专业、5个硕士点和5个博士点。专业设置涵盖从规划设计、建筑设计、景观设计等广泛的设计领域，建构了国内最齐全的学科建制，形成了学科群整体发展优势。
学院拥有由戴复东和郑时龄院士领衔，以18个学科团队集群为特色的优秀学科群体。学院的教学和实践，从区域、城镇、社区和住宅等多层面涵盖了人居环境和可持续发展研究及实践各个领域。学院承担的国家自然科学基金重大研究课题“可持续发展的中国人居环境的评价体系及模式研究”被评为2004年教育部“科技进步奖”一等奖，2004年，以学院为主组织协调同济大学有关单位等参加的上海2010年世博会方案规划设计投标成为最终进入前三名的唯一一家国内设计单位，在建设过程中，学院为上海世博会的总体规划和场馆设计作出了突出贡献，学院党委也因此荣获中共上海市委颁发的“创先争优 世博先锋行动 ‘五好’基层党组织”荣誉称号，中共中央国务院颁发的“中国2010年上海世博会先进集体”荣誉称号；“5·12”四川汶川大地震灾害发生后，上海市总工会授予学院“抗震救灾重建家园”工人先锋号荣誉称号，教育部授予学院“教育系统抗震救灾先进集体”荣誉称号。
目前学院已成为国内同类院校中专业设置齐全、本科生招生规模最大，世界上同类院校中研究生培养规模第一，具有全球性影响力的建筑规划设计教学和研究机构，成为本学科重要的国际学术中心之一。为国家和地方承担了大量重点科研课题，培育了一代代的杰出建设人才，可谓桃李满天下。
近年来学院以“生态城市环境”、“绿色节能建筑”、“文化遗产保护”和“数字模拟设计”为学科发展重点，正在原有基础上进一步形成新的强势学科，通过学科交叉平台建设形成新的优势学科群。

## 知名校友
- 陈从周，古建筑、古园林专家，散文家，著有《说园》等
- 冯纪忠，中国城市规划领域创始人
- 戴复东，中国工程院院士，建筑学家
- 黄作燊，建筑师和建筑教育家，同济大学建筑系（及其前身之一圣约翰大学建筑系）第一任系主任
- 阮仪三，古建筑专家，以致力于中国古城镇的规划保护而著名
- 郑时龄，中国科学院院士，城市规划专家，建筑学家
- 张锦秋，建筑师，中国工程院院士
- 汪光焘，前建设部部长
- 吴志强，中国工程院院士，2010上海世博会总规划师
- 常青，中国科学院院士，建筑历史与理论研究专家
- 王澍，2012年度普利兹克建筑奖得主，中国美术学院建筑艺术学院院长